# Le Mazis

Le Mazis este o comună în departamentul Somme, Franța. În 1 ianuarie 2022 avea o populație de 108 de locuitori.